# Ala-Ruokonen
Ala-Ruokonen eller Ala Ruokosenjärvi är en sjö i Finland. Den ligger i kommunen Juga i landskapet Norra Karelen, i den centrala delen av landet, 400 km nordost om huvudstaden Helsingfors. Ala-Ruokonen ligger 208,8 meter över havet. Den är 21,65 meter djup. Arean är 3,11 kvadratkilometer och strandlinjen är 12,93 kilometer lång. Sjön  ingår i Vuoksens huvudavrinningsområde.   Den sträcker sig 3,2 kilometer i nord-sydlig riktning, och 2,5 kilometer i öst-västlig riktning.